# Еріка Баду
Еріка Баду  (англ. Erykah Badu, при народженні Еріка Ебі Райт (англ. Erica Abi Wright), нар. 26 лютого 1971, Даллас) — американська співачка в стилях соул та ритм-енд-блюз. Найчастіше Еріку Баду відносять до музикантів стилю соул.
Народилася в родині театральної актриси, з чотирьох років допомагала в постановках, пізніше виступала на радіо. Закінчивши вищу школу виконавчих та зорових мистецтв, вступила до одного з університетів Луїзіани, але залишила його для занять музикою. На професійній сцені швидко привернула до себе увагу як піснями, так і любов'ю до яскравих хусток на голові.
У різний час Еріка отримала 4 «Греммі»: три премії Soul Train Lady Of Soul Awards і спеціальну нагороду Aretha Franklin Award 2003, знялася в декількох кінокартинах, одна з яких («Правила виноробів») отримала дві премії «Оскар», при цьому в номінаціях фігурували «найкращий фільм», «найкращий режисер» та «найкращий монтаж».
В 2010 була засуджена до умовного ув'язнення та штрафу за порушення громадського порядку після того, як на жвавій вулиці роздяглася для зйомок кліпу «Window Seat».

## Дискографія
- Baduizm (1997)
- Mama's Gun (2000)
- World Wide Underground (2003)
- New Amerykah Part One (4th World War)  (2008)
- New Amerykah Part Two (The Return of The Ankh)  (2010)